# Frinton-on-Sea
Frinton-on-Sea è un paese di 5 500 abitanti della contea dell'Essex, in Inghilterra.